# Sitio del Rancho Ruiz-Alvarado
El Sitio del Rancho Ruiz-Alvarado  es un sitio histórico ubicado en San Diego, California. El Sitio del Rancho Ruiz-Alvarado se encuentra inscrito  en el Registro Nacional de Lugares Históricos desde el 22 de enero de 1982.

## Ubicación
El Sitio del Rancho Ruiz-Alvarado se encuentra dentro del condado de San Diego pero su ubicación exacta se encuentra restringida.